# Lucas Boyé
Lucas Boyé (San Gregorio, 28 febbraio 1996) è un calciatore argentino, attaccante del Granada.
Era considerato tra i giovani più promettenti della sua generazione.

## Caratteristiche tecniche
È una punta centrale che sa disimpegnarsi anche come esterno d'attacco o seconda punta. Attaccante dal tocco di palla delicato e dal fisico imponente, in Argentina è stato soprannominato El Tanque (in italiano il carroarmato) o più frequentemente El Toro, per via della sua forza fisica. Quest'ultima gli consente di reggere al meglio i contrasti con gli avversari. Abile nel gioco aereo, nonostante una statura non elevata, ha nella corsa e nella resistenza (più che nello scatto) le sue doti principali. Di piede destro, è inoltre bravo nei duelli aerei e nella protezione del pallone, così come nel colpo di testa.

## Carriera

### Club

#### Giovanili e River Plate
Cresce nelle giovanili del River Plate e nel 2013 vince il Mondiale per club Under-17. A partire dal 2014 viene aggregato alla prima squadra, con cui esordisce in Primera División l'11 agosto 2014 nella partita in trasferta contro il Club de Gimnasia La Plata. Il primo settembre successivo mette a segno il suo primo gol in carriera nella vittoria esterna per 3-1 contro il San Lorenzo. Contribuisce, sebbene spesso come subentrato, al trionfo della squadra in Copa Sudamericana, accumulando 6 presenze totali, ma non scendendo in campo nelle ultime tre partite. Il tecnico Marcelo Gallardo lo impiega prevalentemente come punta centrale, ma all'occorrenza lo sposta come trequartista o esterno d'attacco.
Nel 2015 viene confermato nell'organico del club ma trova poco spazio, scendendo in campo solo 9 volte nel campionato di Apertura. Il 13 aprile Riesce comunque a realizzare il gol decisivo nel 1-2 esterno contro l'Argentinos Juniors su assist di Camilo Mayada. Nonostante non scenda mai in campo, vince con i "Milionarios" la Coppa Libertadores 2015 e la Coppa Suruga Bank.

#### Newell's Old Boys
L'8 settembre 2015 passa in prestito al Newell's Old Boys, dove viene impiegato con maggiore regolarità, totalizzando 23 presenze e 2 gol.

#### Torino
Il 1º febbraio 2016 ha firmato un contratto che lo legherà al Torino per quattro stagioni, a partire dal 1º luglio. Per il suo cartellino il Torino tra indenizzi e commissioni varie ha investito circa 2,5 milioni di euro. Va a segno nelle prime due amichevoli estive del club granata, contro Olympic Morbegno e Casatese Rogoredo. Il 13 agosto 2016 mette a segno il suo primo gol in gare ufficiali con la maglia granata nel 4-1 con cui il Torino vince, qualificandosi al turno successivo di Coppa Italia, contro la Pro Vercelli. Esordisce in serie A il 21 agosto seguente nella partita Milan-Torino (3-2), valida per la prima giornata di campionato, subentrando all'infortunato Adem Ljajić nel primo tempo. Il 28 maggio 2017, all'ultima di campionato, sigla il suo primo gol in Serie A nella vittoria interna del Torino per 5-3 sul Sassuolo.

#### Prestiti: Celta Vigo, AEK e Reading
Date le prestazioni poco convincenti offerte (complice un infortunio occorso durante la preparazione in vista della seconda stagione) con la casacca granata, il 31 gennaio 2018 viene ceduto in prestito al Celta Vigo.
Dopo non avere convinto in Spagna, il 18 luglio 2018 viene ceduto in prestito all'AEK Atene.
Il 2 agosto 2019 viene ceduto un'altra volta a titolo temporaneo, in questo caso al Reading. In terra inglese Boyé delude, segnando solo due reti (una in FA Cup, l'altra in Carabao Cup) in 24 gare tra campionato e coppe.

#### Elche
Il 21 settembre 2020 viene ceduto in prestito all'Elche, che il 13 maggio 2021 lo acquista a titolo definitivo.

### Nazionale
Il 24 marzo 2022 esordisce in nazionale maggiore nel successo per 3-0 contro il Venezuela.

## Statistiche

### Presenze e reti nei club
Statistiche aggiornate al 16 marzo 2025.
| Stagione                 | Squadra                  | Campionato               | Campionato | Campionato | Coppe nazionali | Coppe nazionali | Coppe nazionali | Coppe continentali | Coppe continentali | Coppe continentali | Altre coppe | Altre coppe | Altre coppe | Totale | Totale |
| Stagione                 | Squadra                  | Comp                     | Pres       | Reti       | Comp            | Pres            | Reti            | Comp               | Pres               | Reti               | Comp        | Pres        | Reti        | Pres   | Reti   |
| ------------------------ | ------------------------ | ------------------------ | ---------- | ---------- | --------------- | --------------- | --------------- | ------------------ | ------------------ | ------------------ | ----------- | ----------- | ----------- | ------ | ------ |
| 2014                     | River Plate              | PD                       | 17         | 1          | CA              | 3               | 0               | CS                 | 6                  | 0                  | -           | -           | -           | 26     | 1      |
| gen.-sep. 2015           | River Plate              | PD                       | 9          | 1          | CA              | 2               | 0               | CL                 | 0                  | 0                  | SA+RS+SBC   | 0           | 0           | 11     | 1      |
| Totale River Plate       | Totale River Plate       | Totale River Plate       | 26         | 2          |                 | 5               | 0               |                    | 6                  | 0                  |             | 0           | 0           | 37     | 2      |
| sep.-dic. 2015           | Newell's Old Boys        | PD                       | 7          | 1          | -               | -               | -               | -                  | -                  | -                  | -           | -           | -           | 7      | 1      |
| gen.-giu. 2016           | Newell's Old Boys        | PD                       | 16         | 1          | CA              | 1               | 0               | -                  | -                  | -                  | -           | -           | -           | 17     | 1      |
| Totale Newell's Old Boys | Totale Newell's Old Boys | Totale Newell's Old Boys | 23         | 2          |                 | 1               | 0               |                    | -                  | -                  |             | -           | -           | 24     | 2      |
| 2016-2017                | Torino                   | A                        | 30         | 1          | CI              | 3               | 2               | -                  | -                  | -                  | -           | -           | -           | 33     | 3      |
| 2017-gen. 2018           | Torino                   | A                        | 11         | 0          | CI              | 3               | 0               | -                  | -                  | -                  | -           | -           | -           | 14     | 0      |
| Totale Torino            | Totale Torino            | Totale Torino            | 41         | 1          |                 | 6               | 2               |                    | -                  | -                  |             | -           | -           | 47     | 3      |
| gen.-giu 2018            | Celta Vigo               | PD                       | 13         | 0          | CR              | -               | -               | -                  | -                  | -                  | -           | -           | -           | 13     | 0      |
| 2018-2019                | AEK Atene                | SL                       | 23         | 6          | CG              | 9               | 0               | UCL                | 4                  | 0                  | -           | -           | -           | 36     | 6      |
| 2019-2020                | Reading                  | FLC                      | 19         | 0          | FACup+CdL       | 2+3             | 1+1             | -                  | -                  | -                  | -           | -           | -           | 24     | 2      |
| 2020-2021                | Elche                    | PD                       | 34         | 7          | CR              | 2               | 1               | -                  | -                  | -                  | -           | -           | -           | 36     | 8      |
| 2021-2022                | Elche                    | PD                       | 24         | 7          | CR              | 0               | 0               | -                  | -                  | -                  | -           | -           | -           | 24     | 7      |
| 2022-2023                | Elche                    | PD                       | 35         | 7          | CR              | 2               | 0               | -                  | -                  | -                  | -           | -           | -           | 37     | 7      |
| ago. 2023                | Elche                    | SD                       | 3          | 1          | CR              | -               | -               | -                  | -                  | -                  | -           | -           | -           | 3      | 1      |
| Totale Elche             | Totale Elche             | Totale Elche             | 96         | 22         |                 | 4               | 1               |                    | -                  | -                  |             | -           | -           | 100    | 23     |
| 2023-2024                | Granada                  | PD                       | 31         | 6          | CR              | 0               | 0               | -                  | -                  | -                  | -           | -           | -           | 31     | 6      |
| 2024-2025                | Granada                  | SD                       | 22         | 6          | CR              | 0               | 0               | -                  | -                  | -                  | -           | -           | -           | 22     | 6      |
| Totale Granada           | Totale Granada           | Totale Granada           | 53         | 12         |                 | 0               | 0               |                    | -                  | -                  |             | -           | -           | 53     | 12     |
| Totale carriera          | Totale carriera          | Totale carriera          | 294        | 45         |                 | 30              | 5               |                    | 10                 | 0                  |             | 0           | 0           | 334    | 50     |

### Cronologia presenze e reti in nazionale
| Cronologia completa delle presenze e delle reti in nazionale ― Argentina | Cronologia completa delle presenze e delle reti in nazionale ― Argentina | Cronologia completa delle presenze e delle reti in nazionale ― Argentina | Cronologia completa delle presenze e delle reti in nazionale ― Argentina | Cronologia completa delle presenze e delle reti in nazionale ― Argentina | Cronologia completa delle presenze e delle reti in nazionale ― Argentina | Cronologia completa delle presenze e delle reti in nazionale ― Argentina | Cronologia completa delle presenze e delle reti in nazionale ― Argentina |
| Data                                                                     | Città                                                                    | In casa                                                                  | Risultato                                                                | Ospiti                                                                   | Competizione                                                             | Reti                                                                     | Note                                                                     |
| ------------------------------------------------------------------------ | ------------------------------------------------------------------------ | ------------------------------------------------------------------------ | ------------------------------------------------------------------------ | ------------------------------------------------------------------------ | ------------------------------------------------------------------------ | ------------------------------------------------------------------------ | ------------------------------------------------------------------------ |
| 25-3-2022                                                                | Buenos Aires                                                             | Argentina                                                                | 3 – 0                                                                    | Venezuela                                                                | Qual. Mondiali 2022                                                      | -                                                                        | 88’                                                                      |
| Totale                                                                   |                                                                          | Presenze                                                                 | 1                                                                        |                                                                          | Reti                                                                     | 0                                                                        |                                                                          |

## Palmarès

### Club

#### Competizioni internazionali
- Coppa Sudamericana: 1

River Plate: 2014
- Recopa Sudamericana: 1

River Plate: 2015
- Coppa Libertadores: 1

River Plate: 2015
- Coppa Suruga Bank: 1

River Plate: 2015